# ميهاي ستانكو
ميهاي ستانكو (بالرومانية: Mihai Stancu)‏ هو لاعب كرة قدم روماني، ولد في 29 يناير 1996 في بيتيشت في رومانيا. لعب مع AFC Fortuna Poiana Câmpina ‏.

## وصلات خارجية
- ميهاي ستانكو على موقع قاعدة بيانات كرة القدم.إي يو (الإنجليزية)
- ميهاي ستانكو على موقع Soccerway.com (الإنجليزية)